# Näherrecht
Das Näherrecht, Einstandsrecht, Lösungsrecht, (Losungsrecht),  Retraktrecht oder Zugrecht war eine Art Vorkaufsrecht. Es war das Recht des besser Berechtigten (Verwandten, Dorfgenossen, Bürgers usw.), eine veräußerte Sache innerhalb einer bestimmten Frist gegen Erstattung des Kaufpreises und der aufgelaufenen Kosten an den Minderberechtigten (Auswärtigen usw.) an sich zu ziehen. Sein Gebrauch kann im süddeutsch-österreichisch-schweizerischen Raum für das 15.–19. Jahrhundert nachgewiesen werden. Sind die Begünstigten aus einer vorher bestimmten Familie, dann wird das Recht auch als Familieneinstandsrecht bezeichnet.

## Terminologie
Für das Näherrecht waren verschiedene Begriffe üblich. Häufig sind die Bezeichnungen „Einstandsrecht“ und „Anstandsrecht“ oder „Anfallrecht“, in der Schweiz „Zugrecht“ oder „Zug“. Im Deutschen Rechtswörterbuch erscheint das Näherrecht unter anderem auch unter „Beispruch“, „Losung/Lösung“ und „Retrakt“.
In allen Fällen ist der gleiche Vorgang gemeint: Wenn ein Objekt den Besitzer wechselte, dann durfte ein Dritter, „näher Berechtiger“, anschließend in den Handel (Kauf oder Tausch) einstehen und das Gut gegen Erstattung des Kaufpreises an sich lösen. Er wird deshalb häufig als Löser oder Einständer bezeichnet. In der Schweiz ist das übliche Verb für den Vorgang ziehen, da ein Grundstück von jemandem „an sich gezogen“ wird; die Person, die das Zugrecht wahrnimmt, ist der Züger.

## Zweck
Das Näherrecht bezweckte, die Familien- und Genossenschaftsvermögen zusammenzuhalten, Fremde vom Gütererwerb auszuschließen und bestehende Herrschaftsverhältnisse zu bekräftigen.
Aus solchen Familienverbänden gingen später größere Ortsgemeinschaften hervor. Auch ihr gemeinsamer Besitz (Allmenden und Alpen) durfte keinen Substanzverlust erleiden. Deshalb stand das Näherrecht nicht nur den Blutsverwandten, sondern auch jedem anderen „Pfarrs- und Gemeindsmann“ zu. Es wurde beispielsweise in Pfronten als ein Teil der „Pfarrsgerechtigkeit“ angesehen.

## Objekte
Das Näherrecht konnte im Hochstiftischen Amtmannamt Pfronten nur ausgeübt werden beim Verkauf von Grundstücken und Häusern.
In anderen schwäbischen Territorien wurde es auch bei beweglichen Gegenständen angewandt. Namentlich erwähnt werden im Fürststift Kempten Brenn- und Bauholz, Pferde und Hornvieh, Früchte, Garn und Dung.

## Löser
Nach einer Fürstlich Kemptischen Verordnung vom 17. September 1792 stand das Näherrecht zu:
- zunächst den Blutsverwandten bis zum 4. Grad, wobei Männer den Vorzug hatten,[13] und
- danach einer Gemeinde (bzw. Mitgliedern der Gemeinde als „Gemeinhaber, die in Gesellschaft und Gemeinschaft … mit einander gestanden sind“).[14]
- Erst nach diesem Personenkreis hatten auch Auswärtige das Recht zur Lösung.[15] Jedoch waren bei Grundstücken die Anlieger oder bei Häusern die Inhaber von Miteigentumsrechten bevorzugt.[16] In der Herrschaft Trauchburg dagegen stand das Lösungsrecht keinem Fremden zu.[17]
- In den Statuten einiger schwäbischer Gebiete, z. B. in Wangen, war auch festgelegt, dass der „Gült- oder Zinsherr“ ein Gut ablösen durfte.[18]  Laut Vertrag von 1389 hatte der Abt von St. Ulrich in Augsburg schon damals beim Verkauf dortiger Zinslehen das Einstandsrecht.[19]

Wenn in Lindau gleich zwei Gleichberechtigte ihr Näherrecht geltend machen wollten, galt die Vorschrift, dass derjenige zum Zuge kam, der sich zuerst meldete. Stellten beide ihre Forderung gleichzeitig, dann musste das Los entscheiden.

## Lösungsvertrag
Eine Ablösung konnte nur in der Form eines rechtlich bindenden Protokolls stattfinden.
Dabei mussten einem Löser alle ursprünglichen Kaufbedingungen mitgeteilt werden, die er sodann dem Käufer gegenüber zu erfüllen hatte. Dazu gehörten auch die Erstattung der Kosten für den sogenannten Leykauf, dessen Bezahlung einen Kauf erst rechtsgültig machte.  Er wurde von beiden Vertragspartnern verzehrt und musste in der Regel vom Käufer beglichen werden. Auch Verbesserungen, die ein Käufer an einem Kaufobjekt vorgenommen hatte (Kultivierung von Feldern, Reparaturen an Behausungen), mussten ihm vergütet werden.
Ein Löser dagegen war, auf Verlangen des Käufers, zu einer eidlichen Versicherung verpflichtet, dass er das Lösungsrecht nicht für andere ausübe und dass er das eingelöste Gut nicht vor Ablauf einer bestimmten Frist (Kempten: ein bis zwei Jahre) weitergeben werde.
Um eine Lösung zu erschweren, wurde bisweilen der Kaufpreis höher angegeben, als tatsächlich für das Gut zu zahlen war. In diesem Fall war schon der Kauf ungültig und eine Lösung konnte deshalb nicht stattfinden.

## Fristen
Die Frist, innerhalb derer das Näherrecht ausgeübt werden konnte, war unterschiedlich. Verbreitet galt in der Regel der Zeitraum von vier Wochen, bisweilen auch vier Wochen und drei Tage. Im Amtmannamt Pfronten wurde aber zwischen Behausungen und Grundstücken unterschieden. Erstere mussten in der Vier-Wochen-Frist abgelöst werden, während das Recht bei letzteren noch nach einem Jahr und einem Tag geltend gemacht werden konnte. Für Käufer, die von auswärts kamen und hier kein Heimatrecht besaßen, konnte die Frist sogar auf bis auf 15 Jahre verlängert werden. In der Herrschaft Rottenbuch war hier die Jahresfrist üblich.  Viel weniger Zeit hatte ein Löser dagegen in der Herrschaft Trauchburg. Die Vier-Wochen-Frist galt schon bei Grundstücken, während Häuser mit Gärten bereits innerhalb 15 Tagen abgelöst werden mussten, Häuser allein schon innerhalb von drei Tagen. In der Schweiz dauerte die Frist zwischen vier Wochen und anderthalb Jahren, teilweise je nach Nähe der Berechtigten.
Bei beweglichen Kaufobjekten dagegen war eine Ablösung immer nur sehr kurzfristig möglich. In Rottenbuch musste sie binnen 24 Stunden geschehen und das Lindauer Recht schrieb dafür den Zeitraum vor, in dem die Ware noch nicht weggebracht war.

## Geschichte
Das Näherrecht trat an die Stelle des älteren Beispruchsrechts und erhielt ab dem 16. Jahrhundert in den zahllosen Stadt- und Landrechten eine überdurchschnittlich detailreiche Ordnung. Im Laufe der Rechtsneuordnung der napoleonischen Zeit wurde es flächendeckend aufgehoben und nach 1815 nur in einzelnen Territorien in mehr oder weniger stark eingeschränkter Form wieder eingeführt.

### Schweiz
In der Schweiz wurde das Näherrecht durch die sich modernisierende Gesetzgebung beziehungsweise den Erlass kodifizierter kantonaler Zivilgesetzbücher im Laufe des 19. Jahrhunderts endgültig aufgehoben.

### Österreich
Das Familieneinstandsrecht als eigenes Rechtsinstitut wurde mit dem Inkrafttreten des Allgemeinen bürgerlichen Gesetzbuches (ABGB) 1812 abgeschafft. Die vor dem Inkrafttreten des Allgemeinen Bürgerlichen Gesetzbuches in Österreich verwendete Familieneinstandsrechte sind grundsätzlich mit dem Tod des letzten Berechtigten erloschen (§§ 445, 1079 ABGB). Solche Vorstellungen sind jedoch recht langlebig. Der Oberste Gerichtshof musste noch 2021 ausführen, dass ein solches Familieneinstandsrecht, nach welcher Angehörigen (Anverwandten) einer bestimmten Familie oder auch noch zu bestimmende Personen eine Liegenschaft an sich lösen können, wenn diese an Dritte übertragen werden soll, wegen des Verstoß gegen § 1074 ABGB (zum Vorkaufsrecht) wirkungslos ist.
Schon zuvor war in § 337 der Allgemeinen Gerichtsordnung (1781) festgelegt, dass bei einer Versteigerung weder einem Blutsverwandten noch dem Gläubiger des Schuldners vor einem fremden Käufer ein Vorzug gebührt oder dass der Käufer nach der Versteigerung sein Eigentum an andere abzugeben hätte.